# Scytalopus
Scytalopus és un gènere d'ocells de la família dels rinocríptids (Rhinocryptidae). Agrupa nombroses espècies natives de l'Amèrica tropical (Neotròpic), on es distribueixen des de Costa Rica a través d'Amèrica Central i del Sud fins a Terra del Foc a Argentina i Xile.

## Descripció
Aquest gènere és un grup complex, dificultós, d'ocells que semblen gairebé ratolins, que s'arrosseguen prop del sòl a selves i boscos i que troben la màxima diversitat als Andes, amb algunes espècies habitant a la regió est del Brasil, però absents de la major part de la conca amazònica. Totes són similars en plomatge, moltes gairebé idèntiques, sent bàsicament alguna tonalitat de gris (variant des de gris força pàl·lid a força fosca), sovint amb rogenc o marró en els flancs (algunes vegades amb un barrat fosc també). Unes poques presenten marques facials blanques. Els juvenils generalment són completament marrons, sovint amb un barrat fosc considerable. El nivell d'espècie és generalment identificat amb base a la zona de distribució, l'altitud i, principalment, el cant. Molts tapaculs emeten reclams de contacte i d'advertiment molt similars.

## Comportament
La dieta consisteix principalment en insectes. Se sap poc sobre els hàbits de cria de la majoria de les espècies, però els ous solen ser blancs i el niu sol tenir forma de bola i fet de material vegetal com ara fibres d'arrel i molses. Es construeix en una cavitat en llocs com els bancs de terra o entre les arrels o escorces dels arbres.

## Taxonomia
El gènere Scytalopus va ser introduït el 1837 per l'ornitòleg anglès John Gould. El nom combina el grec antic «skutalē» o «skutalon» que significa “pal” amb «pous» que significa “peu”. L'espècie tipus va ser especificada el 1840 per George Robert Gray com el tapacul de Magallanes.
Els límits entre les espècies d'aquest gènere són les qüestions més complexes en l'ornitologia Neotropical. Són altament críptics i la identificació utilitzant característiques visuals és generalment impossible. Típicament, són necessàries dades vocals i bioquímiques per aclarir la situació taxonòmica de les diverses poblacions. Diverses espècies noves per a la ciència han estat descrites recentment, en els anys 2000 (p. ex. S. stilesi, S. rodriguezi, S. perijanus i S. alvarezlopezi des de Colòmbia/Veneçuela, S. gettyae des del Perú, S. diamantinensis, S. petrophilus i S. gonzagai des del Brasil). La situació taxonòmica de moltes de les espècies andines va ser resolta per Krabbe & Schulenberg (1997) que van separar una quantitat d'espècies i en van descriure tres de noves. El llavors complex magellanicus va donar origen a S. griseicollis, S. canus, S. fuscus, S. affinis, S. altirostris, S. acutirostris, S. urubambae, S. zimmeri, S. simonsi i S. superciliaris; el llavors complex femoralis va donar origen a S. bolivianus, S. atratus, S. sanctaemartae i S. micropterus; el complex latebricola va donar origen a S. meridanus, S. caracae i S. spillmani i finalment, amb base en els estudis de Coopmans, Krabbe & Schulenberg (2001), S. unicolor va ser dividida en S. latrans i S. parvirostris. La confusa situació potser ara està millor il·lustrada pel fet que el 1970 amb prou feines 10 espècies eren reconegudes en aquest gènere, i ara passen de 40 (Krabbe & Schulenberg, 2003). Addicionalment, encara es coneixen espècies no descrites, com els peruans “tapaculo de Apurímac” i “tapacul de Millpo”; mentre algunes espècies com actualment definides podrien incloure altres que poden representar espècies no descrites (p. ex., la població del sud del tapacul de peus grans (S. macropus).34
L'any 2020 tres noves espècies van ser descrites per a la ciència: Scytalopus krabbei, S. frankeae i S. whitneyi, totes gràcies a l'ampli estudi de Krabbe et al. (2020) i reconegudes pel Comitè de Classificació de Sud-americà (SACC) en les Propostes No 852, 853 i 854 respectivament. Addicionalment als estudis de Cadena et al. (2020) es va justificar la separació com a espècies plenes de les llavors subespècies S. latrans intermedius i S. opacus androstictus, la qual cosa va ser aprovada pel SACC en les Propostes No 858 i 855 respectivament.
Les espècies Eleoscytalopus indigoticus i E. psichopompus anteriorment s'incloïen en aquest gènere, però els estudis genètics van portar a incloure-les en un gènere diferent Eleoscytalopus, més aviat relacionat amb el gènere Merulaxis.
Els estudis de genètica molecular d'Ericson et al., 2010 confirmen la monofília de la família Rhinocryptidae i suggereixen l'existència de dos grans grups dins d'aquesta, de forma molt general, el format per les espècies més grosses, i l'integrat per les espècies més petite, a què pertany aquest gènere. Ohlson et al. (2013) proposen la divisió de la família en dues subfamílies. Aquest gènere pertany a una subfamília Scytalopodinae (J. Müller, 1846), juntament amb Eugralla, Myornis, Eleoscytalopus i Merulaxis.
La subespècie S. meridanus fuscicauda va ser tractada com a espècie plena per alguns autors, però la Proposta N° 389 al SACC va ser aprovada a considerar-la coespecífica amb S. meridanus, amb base en els estudis de Donegan i Avendaño (2008).
El taxó S. infasciatus va ser tractat com a espècie plena per alguns autors, però la seva elevació va ser rebutjada a la Proposta N° 390 al SACC, que ho va considerar un taxó invàlid i sinònim de S. griseicollis, amb base en els estudis de Donegan i Avendaño (2008).
Segons la Classificació del Congrés Ornitològic Internacional (versió 14.2, 2024) aquest gènere està format per 49 espècies:
- Scytalopus iraiensis - tapacul d'aiguamoll.
- Scytalopus speluncae - tapacul murí.
- Scytalopus gonzagai - tapacul de Boa Nova.
- Scytalopus petrophilus - tapacul roquer.
- Scytalopus pachecoi - tapacul de Pacheco.
- Scytalopus novacapitalis - tapacul de Brasília.
- Scytalopus bolivianus - tapacul de Bolívia.
- Scytalopus atratus - tapacul de coroneta blanca.
- Scytalopus sanctaemartae - tapacul de Santa Marta.
- Scytalopus femoralis - tapacul ventre-rogenc.
- Scytalopus micropterus - tapacul de Sclater.
- Scytalopus vicinior - tapacul de Nariño.
- Scytalopus robbinsi - tapacul de Robbins.
- Scytalopus alvarezlopezi - tapacul de Tatamá.
- Scytalopus chocoensis - tapacul del Chocó.
- Scytalopus rodriguezi - tapacul de l'alt Magdalena.
- Scytalopus stilesi - tapacul de Stiles.
- Scytalopus panamensis - tapacul de Panamà.
- Scytalopus argentifrons - tapacul frontargentat.
- Scytalopus caracae - tapacul de Caracas.
- Scytalopus meridanus - tapacul de Mérida.
- Scytalopus latebricola - tapacul de carpó bru.
- Scytalopus perijanus - tapacul de Perijá.
- Scytalopus spillmanni - tapacul de Spillmann.
- Scytalopus parkeri - tapacul de Parker.
- Scytalopus parvirostris - tapacul cantaire.
- Scytalopus acutirostris - tapacul de Tschudi.
- Scytalopus unicolor - tapacul unicolor.
- Scytalopus griseicollis - tapacul de matollar.
- Scytalopus canus - tapacul del Paramillo.
- Scytalopus opacus - tapacul de páramo.
- Scytalopus androstictus - tapacul de Loja.
- Scytalopus whitneyi - tapacul d'Ampay.
- Scytalopus affinis - tapacul d'Ancash.
- Scytalopus altirostris - tapacul de la boirina.
- Scytalopus frankeae - tapacul de jalca.
- Scytalopus krabbei - tapacul alablanc.
- Scytalopus urubambae - tapacul de Vilcabamba.
- Scytalopus schulenbergi - tapacul diademat.
- Scytalopus simonsi - tapacul de la puna.
- Scytalopus zimmeri - tapacul de Zimmer.
- Scytalopus superciliaris - tapacul cellablanc.
- Scytalopus magellanicus - tapacul de Magallanes.
- Scytalopus fuscus - tapacul fosc.
- Scytalopus latrans - tapacul negrós.
- Scytalopus intermedius - tapacul d'Utcubamba.
- Scytalopus macropus - tapacul de peus grans.
- Scytalopus diamantinensis - tapacul de Diamantina.
- Scytalopus gettyae - tapacul de Junín.